# Crewe
Crewe is een civil parish in het bestuurlijke gebied Cheshire East, in het Engelse graafschap Cheshire. Crewe is een vanouds een belangrijk spoorwegknooppunt.

## Sport
Crewe Alexandra FC is de betaaldvoetbalclub van de stad en speelt haar wedstrijden in het Alexandra Stadium.

## Geboren
- Ian Butterworth (25 januari 1964), voetballer
- Max Clayton (9 augustus 1994), voetballer
- Rowan Cheshire (1 september 1995), freestyleskiester
- Luke Greenbank (17 september 1997), zwemmer